# Diecezja Huancavélica
Diecezja Huancavélica (łac. Dioecesis Huancavelicensis) – diecezja Kościoła rzymskokatolickiego w Peru. Należy do archidiecezji Ayacucho. Została erygowana 18 grudnia 1944 roku przez papieża Piusa XII bullą Quae ad maius.

## Ordynariusze
- Alberto Maria Dettmann y Aragón OP, 1945 - 1948
- Carlos Maria Jurgens Byrne CSsR, 1949 - 1954
- Florencio Coronado Romani CSsR, 1956 - 1982
- William Dermott Molloy McDermott, 1982 - 2005
- Isidro Barrio Barrio, 2005 - 2021
- Carlos Alberto Salcedo Ojeda, od 2021